# Polytmus theresiae
El colibrí de Teresa (Polytmus theresiae), también denominado colibrí coliverde (en Colombia), colibrí esmeraldino (en Colombia), colibrí goliverde (en Ecuador), garganta de oro coliverde (en Venezuela) o garganta-de-oro de cola verde (en Perú), es una especie de ave apodiforme de la familia Trochilidae, una de las tres pertenecientes al género Polytmus. Es nativo de América del Sur, en regiones amazónicas y del escudo guayanés.

## Distribución y hábitat
Se distribuye por el sureste de Colombia, suroeste de Venezuela, Guyana, Surinam, Guayana Francesa, este, centro y norte (a lo largo del río Negro) de la Amazonia brasileña; y en locales aislados del este de Ecuador, noreste y sureste de Perú, norte de Bolivia y noroeste de Brasil.
Esta especie es considerada común y localmente abundante en sus hábitats naturales: los bordes de selvas húmedas y sabanas con aglomerados de arbustos y árboles pequeños diseminados; en bajas altitudes, entre 100 y 300 m.

## Sistemática

### Descripción original
La especie P. theresiae fue descrita por primera vez por el naturalista brasileño Emilio Joaquim da Silva Maia en 1843 bajo el nombre científico Ornismya theresiae; su localidad tipo es: «Pará».

### Etimología
El nombre genérico masculino «Polytmus» proviene de la palabra del griego «politimos» que significa ‘valioso’, ‘costoso’; y el nombre de la especie «theresiae», conmemora a Teresa Cristina de Borbón-Dos Sicilias (1822–1889) emperatriz consorte de Pedro II emperador de Brasil.

### Taxonomía
En el pasado fue colocada en un género monotípico Smaragdites.

### Subespecies
Según las clasificaciones del Congreso Ornitológico Internacional (IOC)  y Clements Checklist/eBird  se reconocen dos subespecies, con su correspondiente distribución geográfica:
- Polytmus theresiae theresiae (da Siva Maia), 1843 – las Guayanas y centro norte de Brasil (desde el bajo río Negro y río Madeira al este hasta Pará y Amapá).
- Polytmus theresiae leucorrhous P.L. Sclater & Salvin, 1867 – este  de Colombia y sur de Venezuela (suroeste de Bolívar, oeste de Amazonas) al noroeste de Brasil (alto río Negro), este de Perú y norte de Bolivia.